# 小栗雄介
小栗 雄介（おぐり ゆうすけ、1970年9月18日 - ）は、日本の元男性声優。静岡県出身。

## 経歴
現役時代は東映アカデミーに所属していた。現在は宝不動産株式会社代表取締役、沼津北倫理法人会の事務長に加え、2016年4月からはヒューマンアカデミー静岡校の声優講師を務めている。

## 出演作品

### テレビアニメ
- 明日のナージャ（クリスチャン）
- エア・ギア（ストームライダー、東中生）
- おジャ魔女どれみシリーズ（おんぷのファン、医者、キーボード 他）
- おじゃる丸（亡き者）
- 神風怪盗ジャンヌ（冬田）
- 金色のガッシュベル!!（田井、生徒）
- STRANGE DAWN（レカキス）
- デジモンアドベンチャー02（ゴキモン）
- デジモンテイマーズ（ジャガモン、クロックモン、車の男、駅員、少女の父親、警備員）
- デジモンフロンティア（キャンドモン、コクワモン、ゴツモン、トーカンモン、ハニービーモン、インセキモン）
- 花より男子（トーマス 他）
- ひみつのアッコちゃん第3期（脇役多数）
- ボボボーボ・ボーボボ（リス二郎）
- 夢のクレヨン王国（青大臣、ディック）
- ONE PIECE（海兵B、教官、守備隊員、セト 他）

### OVA
- 学園都市 ヴァラノワール（ダイモン先生）
- 不気田くん（男子生徒）

### 劇場アニメ
- スレイヤーズぷれみあむ（黒マントタコA）

### 吹き替え
- インプット -記憶-（フランク）